# Фактор раста нерава
Фактор раста нерва (енгл. nerve growth factor, NGF) је неуротрофни фактор и неуропептид који је првенствено укључен у регулацију раста, одржавања, пролиферације и преживљавање специфичних циљних неурона . То је протеин који је код људи кодиран NFG геномом из хромозома 1 . С обзиром да је први описан, сматра се прототипом фактора раста. Од како су га први пут изоловали нобеловци Рита Леви-Монталцини и Стенли Коен 1956. године, идентификован је низ биолошких процеса који укључују NGF, од којих су два преживљавање бета ћелија панкреаса и регулација имуног система.

## Функција
Као што његово име сугерише, NGF је првенствено укључен у раст, као и одржавање, пролиферацију и преживљавање нервних ћелија (неурона). Заправо, NGF је критичан за опстанак и одржавање симпатичких и сензорних неурона, пошто они пролазе кроз апоптозу у његовом одсуству. Међутим, неколико недавних студија сугерише да је NGF такође укључен у путеве поред оних који регулишу животни циклус неурона.